# محض جنون
محض جنون هو فيلم من نوع دراما أُصدر في 1983. الفيلم من إخراج وسيناريو مارغريث فون تروتا.

## طاقم التمثيل
- أكسل مالبيرج
- اغنيس فينك
- Felix von Manteuffel [الإنجليزية]‏
- Franz Buchrieser  [لغات أخرى]‏
- Jochen Striebeck  [لغات أخرى]‏
- فيليكس موللر  [لغات أخرى]‏
- Therese Affolter  [لغات أخرى]‏
- بيتر اوست  [لغات أخرى]‏
- هانا شيجولا
- Christine Fersen  [لغات أخرى]‏
- فلاديمير يوردانوف
- أنجيلا وينكلر
- ايرين كلارين
- دوريس شايد
- فيرنر آيكهورن

## وصلات خارجية
- محض جنون على موقع IMDb (الإنجليزية)
- محض جنون على موقع روتن توميتوز (الإنجليزية)
- محض جنون على موقع ألو سيني (الفرنسية)
- محض جنون على موقع Turner Classic Movies (الإنجليزية)
- محض جنون على موقع أول موفي (الإنجليزية)
- محض جنون على موقع فيلمافينيتي (الإسبانية)
- محض جنون على موقع قاعدة بيانات الأفلام السويدية (السويدية)
- محض جنون على موقع قاعدة بيانات الفيلم (الإنجليزية)
- محض جنون على موقع ليتربوكسد (الإنجليزية)
- محض جنون على موقع كينوبويسك (الروسية)